# Фердоусипур, Адел
Аде́л Фе́рдоусипу́р (перс. عادل فردوسی‌پور‎ / Âdel Ferdousipur; 2 октября 1974 года, Рафсанджан, Керманский остан, Шаханшахское Государство Иран) — иранский футбольный комментатор и телеведущий, продюсер, общественный деятель и журналист. Один из самых известных и популярных футбольных комментаторов и телеведущих в Иране.
В 2009 году Адел Фердоусипур был признан известным американским журналом Newsweek одним из 20 самых влиятельных людей в Иране и расположился на предпоследнем 19-м месте в этом списке.

## Биография
Родился 2 октября 1974 года в городе Рафсанджан, в остане (провинции) Керман в центральной части Ирана. Окончил Технологический университет имени Шарифа в Тегеране. Также обучался медиа-менеджменту в Тегеранском университете. Начал работать в иранском телевидении с 1990-х годов.
Адел Фердоусипур известен как автор и ведущий одной из самых популярных и известных телепередач иранского телевидения — Navad (Девяносто в переводе с персидского языка), посвящённой футболу на популярном телеканале IRIB TV3. Еженедельную телепередачу Navad Фердоусипура в среднем смотрят 30—40 миллионов человек в Иране и за его пределами. Было выпущено 20 сезонов и более 500 выпусков данной телепередачи, которая существует с 1999 года. Передача посвящена в основном иранскому футболу, но освещается и зарубежный футбол. Передача транслируется каждый понедельник вечером.